# عصوية ذهبية مائية باردة
عصوية ذهبية مائية باردة (الاسم العلمي: Chryseobacterium aquifrigidense) هي نوع من البكتيريا، سلبية الغرام، تتبع جنس عصوية ذهبية.